# Björndalen
För skidskytten, se Ole Einar Bjørndalen.
Björndalen är en stadsdel i Trollhättan, belägen på västra sidan av Göta älv, två kilometer norr om Centrala staden. De cirka 1 700 invånarna har stadens högsta medelinkomst, och bor huvudsakligen i villor.
Merparten av bebyggelsen tillkom under ett tiotal år från och med mitten av 1980-talet, men där finns även ett mindre antal småhus från tidigare 1900-talet.
Under Björndalen passerar Trollhättetunneln.